# Верховный суд Приднестровской Молдавской Республики

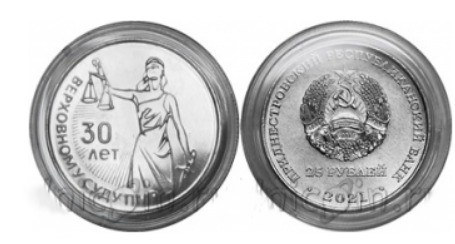
Юбилейная монета Приднестровья номиналом 25 рублей, приуроченная к 30-летию образования Верховного Суда ПМР, 2021

Верховный Суд Приднестровской Молдавской Республики (ВС) (молд. Куртя Супремэ а Републичий Молдовенешть Нистрене, укр. Верховний суд Придністровської Молдавської Республіки) — высшая судебная инстанция непризнанной Приднестровской Молдавской Республики. Согласно Конституции ПМР является высшим судебным органом по гражданским, уголовным, административным и иным делам, подсудным судам общей юрисдикции, осуществляет в предусмотренных законом процессуальных формах судебный надзор за их деятельностью и дает разъяснения по вопросам судебной практики.

## История

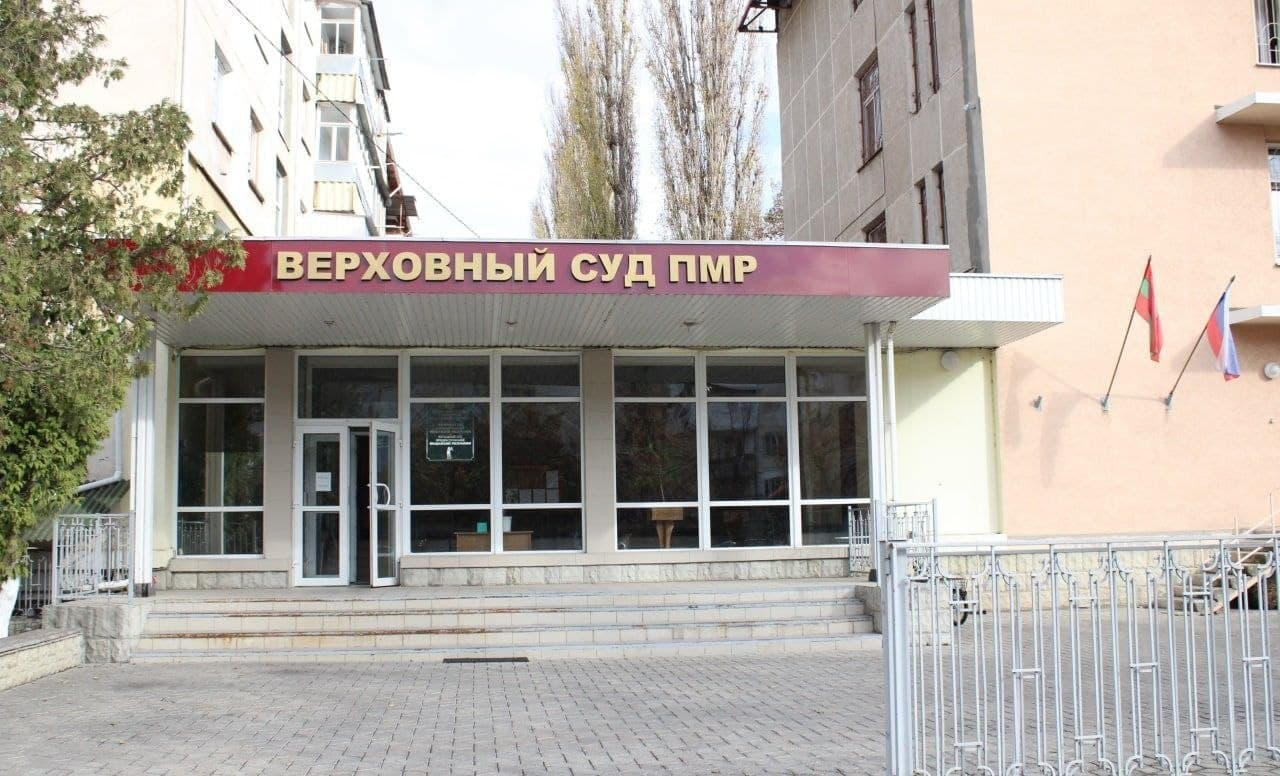
Верховный суд ПМР

14 января 1992 года Постановлением Верховного Совета ПМР № 140 был создан Верховный Суд Республики. В тот же день были избраны Председатель Верховного Суда и заместитель. С момента образования и по июнь проводилась организационная работа.
24 июня в помещении Тираспольского городского суда состоялось первое заседание судебной коллегии.
17 декабря 1992 года состоялось первое заседание Пленума Верховного Суда, на котором постановлением Пленума были утверждены составы судебных коллегий.
В конце декабря 1992 года прошло первое заседание Квалификационной коллегии Верховного Суда.
Окончательно структура Верховного Суда ПМР сформировалась с образованием в ноябре 1994 года военной коллегии.
18 декабря 1998 года прошёл I Съезд судей ПМР, на котором был избран Совет судей Республики.
24 февраля 2000 года прошёл II Съезд судей ПМР, на котором были рассмотрены вопросы о положении дел в судебной системе ПМР, о проекте внесения изменений в Конституцию.
12 октября 2001 года открылся III Съезд судей ПМР, на котором обсуждался проект концепции судебно-правовой реформы в Приднестровской Молдавской Республике.
30 мая 2003 года прошёл IV Съезд судей ПМР, на котором был принят Кодекс судейской этики.
25 августа 2005 года — Государственная служба по обеспечению деятельности судебных органов (Судебный департамент) из подчинения Минюста ПМР передана в ведение Верховного Суда.
Также до 2002 года ВС ПМР выполнял функции конституционного контроля.
В 2020 году президент ПМР, предложил разместить в одном здании Верховный суд и Тираспольский городской суд.

## Юрисдикция
Ввиду непризнанности ПМР, деятельность и постановления её Верховного суда обладают юридической силой только на территории республики.

## Состав
Пеньковский Адриан Михайлович — 4-й Председатель Верховного Суда.
Верховный суд Приднестровской Молдавской Республики состоит из Председателя, Первого заместителя Председателя и двух заместителей Председателя, являющихся одновременно председателями соответственно Судебной коллегии по гражданским делам, Судебной коллегии по уголовным делам,Судебной коллеги по делам об административных правонарушениях и делам военнослужащих, и судей Верховного суда, осуществляющих свою деятельность в составе коллегий, Президиума, Пленума, Кассационной коллегии Верховного суда ПМР.
Председатель Верховного Суда назначается на 6 лет Верховным Советом ПМР по представлению Президента. Заместители Председателя и судьи назначаются Президентом по представлению Председателя Верховного суда также на 6 лет.

### Председатели ВС
- Иванова Ольга Дмитриевна (январь 1992 г. — февраль 2006 г.)
- Чеботарь Валентина Наколаевна (февраль 2006 г. — ноябрь 2007 г.)
- Рымарь, Владимир Сергеевич (ноябрь 2007 г. — ноябрь 2019 г.)[2]
- Пеньковский, Адриан Михайлович (ноябрь 2019 г. по наст. время)